# サンタが降りた滑走路
『サンタが降りた滑走路』は、2004年12月24日19:30 - 20:29に、NHK総合テレビジョンで放送されたテレビドラマである。伊豆諸島の新島空港を舞台に、操縦士の夢を失って島にやって来た男（聡）と、クリスマスに毎年飛行機に乗ってやってくるサンタクロースを待ち望む耕太少年とのふれ合いを軸に展開する物語である。
作中に登場したブリテン・ノーマン アイランダーは2011年に新島路線から退役している。

## キャスト
- 高宮聡 : 吉沢悠
- 青沼耕太 : 須賀健太
- 沢木衆一 : 夏八木勲
- 青沼春江 : 麻生祐未
- 野瀬学 : うじきつよし
- 沢木節子 : 木内みどり

## スタッフ
- 脚本 - 寺田敏雄
- 演出 - 岡田健
- 音楽 - 岸部眞明